# 毒蛇
毒蛇（どくへび、どくじゃ）は、毒を持つヘビの総称。

## 概要
全世界に3,000種ほど生息するとされているヘビ亜目のうち、約25 %ほどの種が毒蛇と言われている。毒蛇は全て唾液に毒性があり、毒牙を用いて獲物及び敵に毒を注入する。なお、ナミヘビ科の一部の種には天敵から攻撃を受けると総排出口から不快な分泌物を出す種がいるが、こちらは通常、毒蛇とは言われない。
ヘビ亜目は通常の分類で、ムカシヘビ上科、メクラヘビ上科、ナミヘビ上科の3つに分けられるが、ムカシヘビ上科とメクラヘビ上科に毒蛇は存在せず、ナミヘビ上科にのみ存在する。ナミヘビ上科のうち、毒蛇にあたる種は、コブラ科全種、モールバイパー科全種、クサリヘビ科全種、及びナミヘビ科の一部。
毒蛇のうち半数ほどがコブラ科であり、残りの半数のうちの半分がクサリヘビ科、そしてもう半分がナミヘビ科およびモールバイパー科とされる。

## 毒
毒蛇は主に、神経毒および出血毒を持っている。他にも溶血毒や細胞毒、心臓毒や筋肉毒などの毒素も含んでいる事もある。よく、神経毒を持つものがコブラで、出血毒を持つものがクサリヘビだといわれるが、実際にはどちらも、神経毒と出血毒の両方を含んでいる事が多い。
また、ナミヘビ科の毒蛇は、主に出血毒を持っているが、より出血性が強く、効果もクサリヘビ科とは異なる。中にはドクフキコブラ類のように、毒を他の動物の目にめがけて飛ばす種もいる。

## 分類
ヘビは毒牙の位置や形態によって、次のように分類される。ただし、これらは正式な分類ではなく、毒蛇について述べるための便宜的な用語に過ぎない。

### 無牙類
無牙類は毒牙を持たないヘビで、ムカシヘビ上科、メクラヘビ上科及びナミヘビ科の大多数の種がこれに当てはまる。毒牙がないため、毒を注入する器官は存在せず、これらの種は当然毒蛇ではない。

### 有牙類
有牙類は毒牙を持つヘビで、これらの種が毒蛇と呼ばれる。

#### 後牙類
後牙類は上顎の後方に左右1～2本ずつの毒牙を持っている。ブームスラングのように牙に溝があるものもいればヤマカガシのように溝がなく、牙の付け根に毒腺からの管の開口部がある種類もある。おもにナミヘビ科に属する毒蛇がこれにあたる。毒性の強い種類は少ないが、アフリカのブームスラングとアフリカツルヘビ、日本のヤマカガシでは死亡例もある。

#### 前牙類
前牙類は上顎の前方に牙を持ち、コブラ科の大多数の種がこれにあたる。牙は後牙類と同じく溝状であるが、完全に管状になっている種も多い。また、クロクビコブラなどフードコブラの多くの種では、管の出口が牙の前方に開いており、毒液を前方に発射することができる。

#### 管牙類（可動管牙類）
可動管牙類は前牙類と同様に上顎の前方に牙を持つが、牙は長く、口を閉じているときは後方に倒れている。口を大きく開くと、方骨、翼状骨が前に引き寄せられ、これに連動する外翼状骨が働いて上顎骨を動かし、管牙が上顎に直角に立つ。溝状の毒牙とは違い、毒液は一瞬で注入される。クサリヘビ科のヘビと、コブラ科のデスアダー類、モールバイパー科のヘビがこれにあたる。